# (36309) 2000 KS29
2000 KS29 (asteroide 36309) é um asteroide da cintura principal. Possui uma excentricidade de 0.09302370 e uma inclinação de 3.94999º.
Este asteroide foi descoberto no dia 28 de maio de 2000 por LINEAR em Socorro.